# Aroostook, New Brunswick
Aroostook är en by i Victoria County i New Brunswick i Kanada, belägen ungefär 11 kilometer från Perth-Andover. Den är belägen vid Aroostookflodens mynning, och invånarna uppgick 2011 till 351 i antalet.
Platsen grundades 1852, och blev en viktig järnvägsknut 1878, då New Brunswick Railway från Fredericton till Edmundston och Aroostook River Railway från Aroostook till Caribou i Maine stod klara. 1890 började Canadian Pacific Railway (CPR) hyra järnvägarna, och ett lokstall byggdes på platsen.
Efter andra världskriget minskade järnvägens betydelse, till förmån för skattefinansierade vägar, och tågen slutade rulla genom Aroostook i mars månad 1987.

### Fotnoter
1. ↑  ”Aroostook Accommodations”. Travel in New Brunswick. http://www.travelinnewbrunswick.com/Aroostook.cfm. Läst 27 maj 2013.